# Hexenprozesse von North Berwick

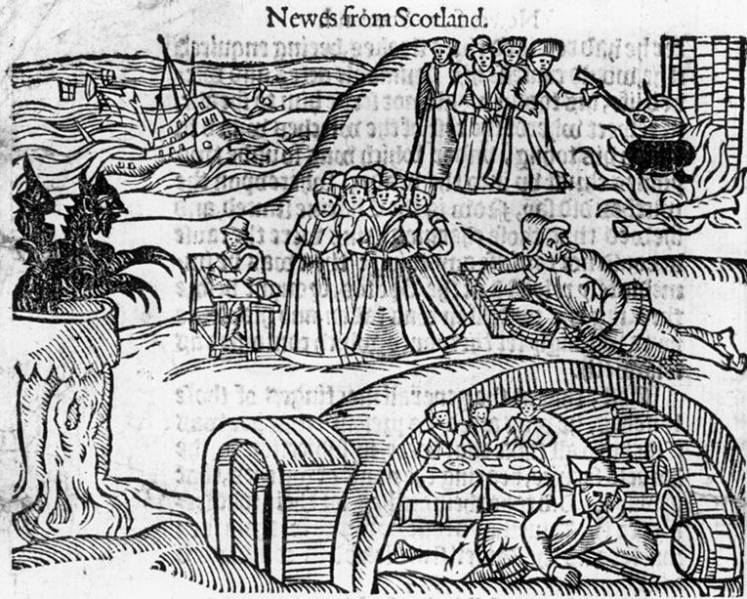
Die Hexen von North Berwick treffen den Teufel auf dem örtlichen Kirchhof, aus einer zeitgenössischen Broschüre, Newes from Scotland

Die Hexenprozesse von North Berwick (North Berwick witch trials) erstreckten sich beginnend im Jahr 1590 über zwei Jahre. Angeklagt waren etwa 70 Personen.

## Vorgeschichte
Sie gingen zurück auf einen Hexenprozess in Kopenhagen. In diesem Prozess wurde Anna Koldings angeklagt, durch Hexerei Schuld daran zu tragen, dass Prinzessin Anna nicht direkt zur Hochzeit mit König Jakob VI. nach Schottland reisen konnte, sondern nach schweren Stürmen in Oslo Station machen musste. Anna Koldings gestand unter der Folter, mit fünf weiteren Frauen, unter ihnen Mail, die Frau des Bürgermeisters von Kopenhagen, durch Zauberei die Stürme herbeigeführt zu haben. Anna Koldings wurde schuldig befunden und im Jahr 1590 bei Schloss Kronborg verbrannt. Als König Jakob VI. von diesem Prozess erfuhr, setzte er in North Berwick ebenfalls ein Gericht ein, um diese Vorfälle zu untersuchen.
Die Verbindung nach Schottland wurde durch die Magd Gillis Duncan (oder Geilis Duncan) hergestellt. Sie arbeitete für David Seaton in Tranent. Angeblich entwickelte Duncan Heilkräfte und schlich sich nachts aus dem Haus. Seaton gegenüber konnte sie diese Fähigkeiten und ihr Verhalten nicht erklären, deshalb ließ er sie foltern. Duncan gestand unter der Folter, eine Hexe zu sein, und beschuldigte weitere Männer und Frauen der Hexerei.
Nach dem zeitgenössischen Flugblatt Newes from Scotland von 1591 sagte sie:

“Agnes Sampson the eldest witch of them all, dwelling in Haddington; Agnes Tompson of Edenbrough; Doctor Fian alias John Cuningham, master of the school at Saltpans in Lowthian, of whose life and strange acts you shal hear more largely in the end of this discourse. These were by the said Geillis Duncane accused, as also George Motts wife, dwelling in Lowthian; Robert Grierson, skipper; and Jannet Blandilands; with the potter's wife of Seaton: the smith at the Brigge Hallis, with innumerable others in those parts, and dwelling in those bounds aforesaid; of whom some are already executed, the rest remained in prison to receive the doome of judgment at the Kinges Majesties will and pleasure.”

„Agnes Sampson, die älteste Hexe von allen, wohnt in Haddington; Agnes Tompson von Edenbrough; Doktor Fian alias John Cuningham, Leiter der Schule Saltpans in Lowthian, von dessen Leben und seltsamen Handlungen man am Ende dieses Diskurses noch mehr hören wird. Diese wurden von Geillis Duncane angeklagt, ebenso wie von George Motts Frau, die in Lowthian wohnte; Robert Grierson, Skipper; und Jannet Blandilands; mit der Töpfer-Frau von Seaton: der Schmied an der Brigge Hallis, mit unzähligen anderen in jenen Teilen, und in jenen oben genannten Grenzen wohnend; von denen einige bereits hingerichtet wurden, der Rest blieb im Gefängnis, um unter dem Dach des Gerichts auf das Urteil des Königs zu warten.“

## Angeklagte

Beschuldigte Hexen knien vor König Jakob VI. in Daemonologie (1597)

Die Geständnisse wurden im Old Tolbooth, in der City von Edinburgh, durch Folter erpresst. Das wichtigste Zeugnis für die Vorkommnisse ist ein Pamphlet der Newes from Scotland aus dem Jahr 1591, auf das sich König Jakob VI. bei der Veröffentlichung seines Werkes zur Hexenverfolgung Daemonologie im Jahr 1597 bezog.
Die wichtigsten in diesen Prozessen angeklagten Personen waren:
- Agnes Tompson, auch Agnes Sampson
- Doctor Fian (John Cunningham)
- Barbara Naper
- Ewphame Mecalrean (Euphemia Maclean)
- Geillis Duncan
- Robert Grierson
- Lennit Bandilandis
- The Porter’s wife of Seaton
- The Smith of bridge Hallis
- The Wife of George Mott
- Alanis Muir

Mehr als einhundert mutmaßliche Hexen wurden in North Berwick verhaftet. Viele gestanden unter der Folter, sich in der Nacht mit dem Teufel in der Kirche getroffen zu haben. Weiter hätten sie sich dem Bösen gewidmet, die Vergiftung des Königs und anderer Mitglieder seines Haushalts beabsichtigt und versucht, das Schiff des Königs im Sturm zu versenken.
Zu den bedeutendsten Beschuldigten gehören Agnes Sampson, eine angesehene ältere Frau aus Humbie, und Dr. John Fian, Schulmeister und Gelehrter in Prestonpans. Beide bestritten die Anklage und wurden schwerer Folter unterworfen, bis sie gestanden.
Schwer beschuldigt wurde auch Barbara Naper. Sie soll durch Hexerei den Tod von Archibald Douglas, 8. Earl of Angus verursacht haben. Archibald soll an einer Krankheit gestorben sein, die so seltsam war, dass es keine Heilung geben konnte.

## Rezeption
In seinem Stück Macbeth übernahm William Shakespeare viele Komponenten der Prozesse. Stark beeinflusst von den veröffentlichten Vorfällen wurde das Stück ein paar Jahre nach der Daemonologie von König James I. veröffentlicht.
Die Doom-Metal-Band Cathedral aus Coventry veröffentlichte den Song: „North Berwick Witch Trials“ auf ihrem 2005 erschienenen Album The Garden of Unearthly Delights.
In der Romanserie Highland-Saga von Diana Gabaldon heißt ein Charakter, der als Hexe verurteilt und bestraft wird, Geillis Duncan. In der Fernsehadaption Outlander von Ronald D. Moore wird sie von Lotte Verbeek dargestellt.
Judy Chicago widmete Agnes Sampson eine Inschrift auf den dreieckigen Bodenfliesen des Heritage Floor ihrer Installation The Dinner Party. Die mit dem Namen Agnes Sampson beschrifteten Porzellanfliesen sind dem Platz mit dem Gedeck für Petronilla de Meath zugeordnet.